# ديك أندرسون (سياسي)
ديك أندرسون (بالإنجليزية: Dick Anderson)‏ هو سياسي أمريكي، ولد في 15 يونيو 1952 في ويلو سيتي في الولايات المتحدة. حزبياً، نشط في الحزب الجمهوري.